# Xishui, Huanggang
Xishui, tidigare stavat Sishui, är ett härad som lyder under Huanggangs stad på prefekturnivå i Hubei-provinsen i centrala Kina. Det ligger omkring 97 kilometer öster om provinshuvudstaden Wuhan.

## Kända invånare
- Wen Yiduo (1899-1946), poet och litteraturkritiker;
- Yang Jisheng (född 1940), undersökande journalist.